# Wojsławiec (województwo zachodniopomorskie)
Wojsławiec – wieś w Polsce położona w województwie zachodniopomorskim, w powiecie szczecineckim, w gminie Barwice.